# Matthew Hall
Matthew Hall (ur. 1970) – kanadyjski łyżwiarz figurowy startujący jako solista. Zakończył karierę w 1996 r.
W 1992 r. dokonał coming outu jako homoseksualista i został jednym z pierwszych sportowców, którzy wyjawili swoją orientację seksualną w trakcie czynnej kariery sportowej.

## Kariera
Zaczął grać w hokeja w wieku 2 lat, ale zrezygnował z gry mając sześć lat. Hall później zajmował się nurkowaniem, gimnastyką, piłką nożną, zanim ostatecznie został łyżwiarzem figurowym. Hall trenował w Mariposa School of Skating w Barrie w prowincji Ontario.
W 1989 r. został brązowym medalistą mistrzostw Kanady, co było jednym z największych sukcesów w jego karierze. Ten sam tytuł uzyskał tego samego roku w trakcie zawodów Canada Games.

## Osiągnięcia
| Zawody                                | 83–84          | 84–85          | 85–86          | 86–87          | 87–88          | 88–89          | 89–90          | 90–91          | 94–95          | 95–96          |                |                |                |                |                |                |                |
| Międzynarodowe                        | Międzynarodowe | Międzynarodowe | Międzynarodowe | Międzynarodowe | Międzynarodowe | Międzynarodowe | Międzynarodowe | Międzynarodowe | Międzynarodowe | Międzynarodowe | Międzynarodowe | Międzynarodowe | Międzynarodowe | Międzynarodowe | Międzynarodowe | Międzynarodowe | Międzynarodowe |
| ------------------------------------- | -------------- | -------------- | -------------- | -------------- | -------------- | -------------- | -------------- | -------------- | -------------- | -------------- | -------------- | -------------- | -------------- | -------------- | -------------- | -------------- | -------------- |
| NHK Trophy                            |                |                |                |                |                |                | 7              |                |                |                |                |                |                |                |                |                |                |
| Skate America                         |                |                |                | 6              |                |                | 7              |                |                |                |                |                |                |                |                |                |                |
| Skate Canada International            |                |                |                |                |                | 4              | 4              |                |                |                |                |                |                |                |                |                |                |
| Trophée Lalique                       |                |                |                |                |                |                |                |                | 13             |                |                |                |                |                |                |                |                |
| Nebelhorn Trophy                      |                |                | 10             |                |                |                |                |                |                |                |                |                |                |                |                |                |                |
| Vienna Cup                            |                |                |                |                | 2              |                |                |                |                | 6              |                |                |                |                |                |                |                |
| Prize of Moscow News                  |                |                |                |                | 4              |                |                | 8              |                |                |                |                |                |                |                |                |                |
| Coupe d'Excellence                    |                |                |                |                | 2              |                |                |                |                |                |                |                |                |                |                |                |                |
| Międzynarodowe: Kategorie młodzieżowe |                |                |                |                |                |                |                |                |                |                |                |                |                |                |                |                |                |
| Mistrzostwa świata juniorów           | 6              |                |                |                |                |                |                |                |                |                |                |                |                |                |                |                |                |
| Krajowe                               |                |                |                |                |                |                |                |                |                |                |                |                |                |                |                |                |                |
| Mistrzostwa Kanady                    |                | 2 J            |                |                |                | 3              |                |                | 8              | 8              |                |                |                |                |                |                |                |